# Fredrik Marinus Kruseman
Fredrik Marinus Kruseman, né le 12 juillet 1816 à Haarlem et mort le 25 mai 1882 à Saint-Gilles, est un peintre néerlandais spécialisé dans les paysages de style romantique.

## Biographie

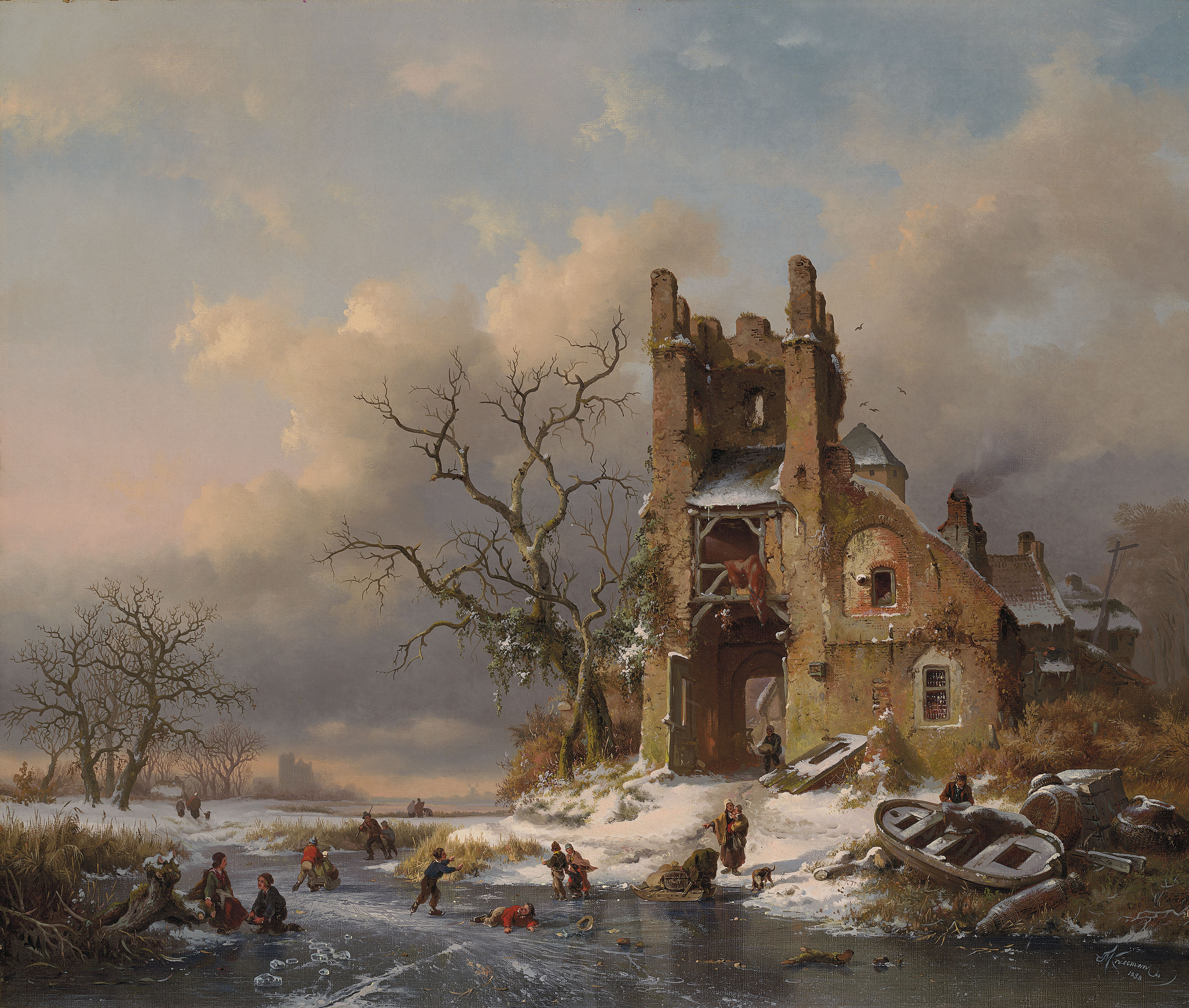
Scène d'hiver avec patineurs sur un lac gelé

Il est le quatrième fils de Philip Benjamin Kruseman (1781-1842), chapelier, et de Jacoba Mooij. Il reçoit ses premières leçons de dessin de Jan Reekers (1790 - 1858) et fréquente l' école professionnelle de Haarlem de 1832 à 1833. Cette année-là, il commence à étudier la peinture avec Nicolaas Johannes Roosenboom et, en 1835, s'installe à Gooi, où il suit des études supérieures avec Jan van Ravenswaay . Il étudie également brièvement avec le peintre paysagiste Barend Cornelis Koekkoek.
Après un bref retour à Haarlem, il se rendit à Clèves, où il peignit des paysages, puis revint chez lui en 1839. Deux ans plus tard, il s'installe à Bruxelles où, à l'exception de quelques mois à Paris, il reste jusqu'en 1852. Après quatre ans passés à Haarlem, il revient en Belgique et y vit jusqu'à sa mort en 1882.
Dans sa production d'environ 300 à 350 tableaux, seules trois natures mortes sont connues et le reste sont des paysages. Il peint beaucoup de vues hivernales dans lesquelles se trouvent des ruines ou autre bâtiment.